# Hřídelík
Hřídelík je zřícenina skalního hradu při jižním okraji obce Blíževedly v okrese Česká Lípa. Hrad stával na pískovcovém skalním bloku. Jeho zbytky jsou chráněny jako kulturní památka České republiky. Spolu se západní částí vsi je již mimo blízkou CHKO Kokořínsko – Máchův kraj.

## Historie
První písemná zmínka o hradu pochází z roku 1334. Existuje předpoklad, že byl založen z popudu pražského biskupství ještě před rokem 1300. Počátky osídlení ve druhé polovině třináctého století jsou doloženy archeologickým výzkumem provedeným v roce 1979. Nepřímo lze odvodit jeho existenci z osoby purkrabího Martina z Hřídelíka, pověřeného roku 1292 správou Blíževedel.
Když církev získala roku 1375 nedaleký Helfenburk u Úštěka, ztratil tento hrad na důležitosti a byl používán (záznam pochází z roku 1395) jako karcer (vězení) pro provinilé kněze odsouzené církevním soudem pražské arcidiecéze. Během husitských válek byl poškozen a opuštěn.
Počátkem 19. století zde litoměřický biskup Augustin Hille nechal postavit letohrádek z cihel, využívaný jako hostinec, i ten byl brzy ponechán svému osudu. Hřídelík byl také nazýván Starý dům.

## Popis stavby

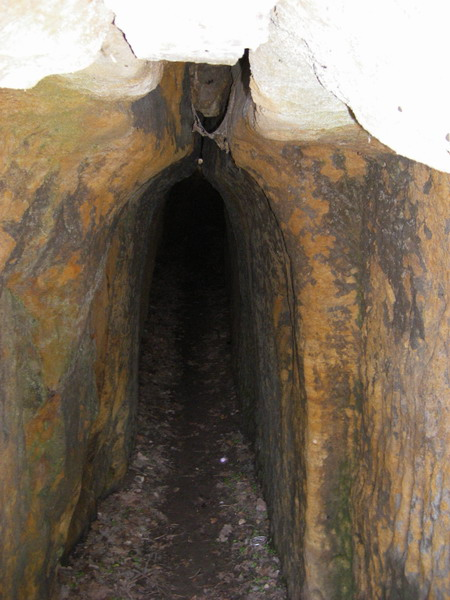
Vstup do prostoru hradu je možný téměř výlučně touto chodbou

Jádro hradu bylo postaveno na strmém pískovcovém bloku (či sloupu, odtud název), nevelkou horní plochu lemuje do výše asi půl metru zachovaná okružní hradba a na ploše jsou zachovány zdi čtyřhranného hradního paláce. Vstup do hradního paláce je možný pouze 18 metrů dlouhou lomenou podzemní chodbou gotického profilu.
Hřídelík patří do skupiny skalních hradů.
V jihovýchodní části hradního skaliska jsou částečně dotesané kryté prostory a převisy.

## Přístup
Nachází se na červené turistické trase vedoucí z Ronova a Blíževedel do Úštěka, od jižního okraje vsi sem vede asi 100 m dlouhá značená odbočka. Zhruba 1 km severně je železniční zastávka Blíževedly na trati 087 z České Lípy do Lovosic, na náměstí v Blíževedlech (400 m sv. od hradu) zastavují v pracovní dny linkové autobusy.